# Hanwi Chasma
L'Hanwi Chasma è una struttura geologica della superficie di Venere.